# Рудлан (замок)
Замок Рудлан (Ридлан; англ. Rhuddlan Castle) — средневековый замок, находится в Денбишире в Уэльсе.

## История замка
Исторические источники указывают на то, что первая крепость была воздвигнута на этом месте ещё в VIII веке, во времена правления короля Мерсии Оффы.
Первый замок Рудлан, представлявший собой мотт и бейли, был построен в 1073 году Робертом из Рудлана, двоюродным братом Гуго д’Аваранша, графа Честерского, и одного из ближайших соратников Вильгельма Завоевателя. В середине XI века, находясь при дворе Эдуарда Исповедника, Роберт был посвящён в рыцари самим королём. «Книга Страшного суда» повествует о том, что на условиях ежегодной платы Роберт получил от Вильгельма Завоевателя полномочия управлять территориями всего северного Уэльса.
Каменное оборонительное сооружение, руины которого сохранились до настоящего времени, было построено английским королём Эдуардом I и его архитектором Джеймсом из Сент-Джорджа, во время кампании по завоеванию Уэльса.
Во время английской революции замок находился в руках роялистов до 1646 года, когда был вынужден капитулировать; в 1648 году был взорван для предотвращения его дальнейшего использования.
Во времена Роберта в окрестностях замка образовался небольшой город. В этом городе была своя церковь и монетный двор. В музейных коллекциях можно увидеть серебряные пенни, которые чеканились в Рудлане в эпоху Вильгельма Завоевателя и до начала XIII века.